# Katsumi Komagata
Katsumi Komagata (駒形克己?) (Shizuoka, 1953-29 de marzo de 2024) fue un artista japonés. En 1990 comenzó a crear libros para infancias que publicó a través de su propia editorial, One Stroke, ubicada en Tokio. Sus creaciones están hechas de papel recortado de colores, desplegándose y superponiéndose entre sí.

## Biografía
Katsumi Komagata fue un diseñador gráfico. Al inicio de su carrera fue asistente del cartelista Kazumasa Nagaï. A partir de 1977 se fue a trabajar a Estados Unidos para la CBS. En 1981 ganó la medalla de plata del Art Directors Club de Nueva York. En 1983, Katsumi Komagata regresó a Japón y, a partir del nacimiento de su hija Aï en 1989, comenzó a diseñar libros Desde 1986 fundó su propio estudio de diseño gráfico, One Stroke, el cual se convirtió en su editorial.
En 1992, por primera vez, expuso sus libros en el museo de Niigata, luego la serie completa en Osaka en 1993, para después realizar una gira por Portugal, Italia, Suiza, Nueva Caledonia, Isla de la Reunión, Corea, Francia y Japón.

### Premios
- En 2000 obtuvo la mención especial del premio de iniciación al arte del Premio Ragazzi de Bolonia.
- En 2006 recibió el Premio Good Design por su trabajo en el Hospital Kyushu.
- Gracias al libro Arbolito, recibió una mención especial en la categoría de ficción del Premio Ragazzi de Bolonia en 2010.

## Intenciones e implementación
Katsumi Komagata diseña sus primeros libros basándose en la observación personal y la experimentación con su hija Aï. Los libros se suceden en orden progresivo y apoyan el desarrollo intelectual y sensorial del niño. Según una entrevista, por medio de sus publicaciones quiere transmitir a los niños el placer de la lectura pero sobre todo hacerlos independientes.

## Difusión

### La práctica de la autoedición
Los libros de Katsumi Komagata fueron originalmente autoeditados por razones prácticas y financieras. Se trata de libros impresos en pequeñas cantidades, frágiles y difíciles de reproducir. Por eso muchos editores rechazaron sus libros, pensando que no serían comercializables. La autoedición de sus libros le otorga una gran libertad en su producción.

### Trabajar con bibliotecas y comunidades
A partir de su colaboración con la asociación Trois Ourses, su obra se difunde en comunidades, hospitales y bibliotecas para hacerla accesible a los niños. Editions des Trois Ourses ha diseñado para esta ocasión maletas, cajas de plástico en las que espuma de colores organiza el almacenamiento de sus distintas obras.

## Otros trabajos
- En 2004 y 2009 colaboró con la asociación Les Fingers Qui Rêves, para niños con discapacidad visual. La artista Warja Lavater también colaboró con la editorial.
- De esta colaboración de coedición entre One Stroke, the Three Ourses, the Fingers Who Dream y el Centre Pompidou nacerán los libros Feuilles, Plis y Plans, Montagnes.
- En 2004, publicó el libro El lugar donde duermen las estrellas, ofrecido a todos los niños nacidos ese año por la ciudad de Grenoble.
- En 2006, diseñó el diseño y la señalización interior del departamento de pediatría del Hospital Kyushu, por lo que ganó el premio Good Design.
- En 2015, publicó el libro Aller-Retour sobre los pictogramas que Jean Widmer había diseñado para las carreteras de Francia.